# Resident Evil (videogioco 2002)
Resident Evil, conosciuto in Giappone come Biohazard (バイオハザード?, Baiohazādo), è un videogioco survival horror pubblicato nel 2002 dalla casa di sviluppo giapponese Capcom originariamente per la console GameCube. Si tratta del remake del gioco omonimo pubblicato su PlayStation nel 1996, primo episodio della serie di videogiochi Resident Evil.
La trama del gioco si svolge nel 1998, nei pressi di una città degli Stati Uniti d'America medio-occidentali, Raccoon City, dove hanno avuto luogo una serie di bizzarri omicidi. Il giocatore assume il ruolo di Chris Redfield o Jill Valentine, agenti dell'unità S.T.A.R.S. inviati per indagare sui crimini accaduti.
Resident Evil è stato sviluppato nel corso di un anno e due mesi nell'ambito di un accordo di esclusiva tra Capcom e Nintendo. È stato diretto da Shinji Mikami, che progettò e diresse l'originale Resident Evil. Mikami ha deciso di produrre un remake perché riteneva l'originale non fosse invecchiato abbastanza bene e che le capacità tecniche del GameCube potevano avvicinarlo alla sua visione originale. Il gioco mantiene la stessa presentazione grafica classica, con modelli 3D sovrapposti a sfondi pre-renderizzati. Tuttavia, la qualità visiva è stata notevolmente migliorata. Il remake include anche nuove meccaniche di gioco, funzionamento degli enigmi rivisto, aree esplorabili aggiuntive, una sceneggiatura rielaborata e nuovi dettagli della trama, tra cui un'intera sottotrama tagliato dal gioco originale.
Al momento della pubblicazione, Resident Evil ha ricevuto il plauso della critica di settore, che ne ha elogiato la sua grafica e i miglioramenti alla modalità di gioco rispetto all'originale. Viene spesso descritto come uno dei capitoli migliori, più spaventosi e visivamente impressionanti della serie Resident Evil. Tuttavia, il gioco vendette sotto le aspettative, portando Capcom a cambiare la direzione della serie in un approccio più orientato all'azione, catalizzando questi sforzi in quello che sarebbe poi divenuto Resident Evil 4. Nel 2008, il gioco è stato convertito per Wii, con un nuovo sistema di controllo. Nel 2015 è uscita una versione rimasterizzata in alta definizione per Microsoft Windows, PlayStation 3, PlayStation 4, Xbox 360, Xbox One e Nintendo Switch, incontrando ancora una volta il successo della critica, così come quello commerciale.

## Trama
Il 24 luglio 1998, una serie di strani omicidi si verificano nella periferia della città di Raccoon City, nel midwest nordamericano. L'unità S.T.A.R.S. di Raccoon City viene incaricata di indagare. Dopo aver perso il contatto con la "Squadra Bravo", la "Squadra Alfa" viene inviata sulle loro tracce. Gli Alfa individuano l'elicottero schiantato dei Bravo e atterrano sul luogo, dove vengono attaccati da un branco di cani mostruosi, che uccidono un membro della squadra. Il pilota dell'elicottero degli Alfa, Brad Vickers, si fa prendere dal panico e decolla da solo, mentre i membri rimanenti – Chris Redfield, Jill Valentine, Albert Wesker e Barry Burton – trovano rifugio in una villa abbandonata, dove si separano.
Lungo il percorso il personaggio giocante (Chris o Jill) trova diversi membri della Squadra Bravo, tra cui Kenneth Sullivan che viene divorato da uno zombi; Richard Aiken, anch'egli destinato a morire; Forest Speyer, trovato apparentemente deceduto e poi trasformato in zombi; e il leader dei Bravo, Enrico Marini, che rivela che uno dei membri degli Alfa è un traditore, poco prima di venir ucciso da un ignoto assassino. L'unica sopravvissuta dei Bravo, Rebecca Chambers, si unisce agli Alfa. Il personaggio giocante apprende che una serie di esperimenti illegali sono stati condotti da un gruppo di ricerca clandestino sotto l'autorità di una società dell'industria farmaceutica, la Umbrella Corporation. Le terrificanti creature che vagano nella villa e nelle aree circostanti sono i risultati di questi esperimenti, che hanno esposto il personale e gli animali a un microrganismo patogeno altamente contagioso e mutageno, noto come "virus-T".
Il personaggio giocante scopre un laboratorio sotterraneo segreto dove sono stati portati avanti gli esperimenti della Umbrella. Lì Wesker sta ultimando i lavori su un "Tyrant", un super soldato umanoide. Wesker rivela di essere in realtà uno scienziato e agente segreto che lavora per la Umbrella e progetta di usare il Tyrant per uccidere i membri della S.T.A.R.S. rimasti. Nello scontro che segue, Wesker apparentemente viene ucciso e il personaggio giocante sconfigge il Tyrant.
Dopo aver attivato il sistema di autodistruzione del laboratorio, Jill e Chris raggiungono l'eliporto e contattano Brad per l'estrazione, fuggendo dalla villa.

## Modalità di gioco
Resident Evil è un videogioco survival horror in cui il giocatore controlla il personaggio sullo schermo da una prospettiva in terza persona, con una visuale fissa in un solo punto; quest'ultimo varia in base alla zona in cui si sposta il giocatore. Per avanzare, il giocatore deve esplorare la villa e le aree circostanti evitando, sconfiggendo i mostri tra cui zombi e varie creature mutate. Il giocatore può aprire le porte, spingere determinati elementi dello scenario, arrampicarsi sugli ostacoli e raccogliere oggetti. Quando un oggetto viene raccolto, finisce nell'inventario a cui il giocatore può accedere in qualsiasi momento.

Immagine di gioco in tempo reale: Jill punta la pistola, pronta a far fuoco, contro uno zombi in avvicinamento

Quando il gioco è attivo non è presente alcun HUD, tuttavia quest'ultimo è in realtà accessibile interrompendo l'azione e aprendo una schermata di stato che permette di visionare importanti informazioni: un elettrocardiogramma mostra la salute del personaggio giocante con colori dal verde, al giallo, fino al rosso, oltre che ad evidenziare l'arma attualmente equipaggiata e l'inventario che contiene gli oggetti recuperati e trasportati. Il giocatore ha una quantità di punti ferita, che diminuisce quando viene attaccato dai mostri. È possibile recuperare la salute raccogliendo e usando delle piante medicinali di diverso tipo, che possono essere mescolate tra loro per aumentare il loro effetto curativo. Alcuni mostri possono anche infettare il giocatore tramite avvelenamento, che gradualmente nel tempo porta i punti ferita del giocatore a zero fino a quando il veleno non viene curato con un siero o piante speciali.
All'interno dell'inventario è anche possibile esaminare ogni oggetto trasportato, ricevendo così un'utile descrizione di quest'ultimo, e combinare quando possibile diversi oggetti tra loro allo scopo di creare un prodotto unico, anche allo scopo di risolvere enigmi e accedere ad aree precedentemente inaccessibili. L'inventario ha una capacità di trasporto limitata, ma il giocatore può gestire il proprio spazio grazie a dei bauli universali, dislocati in tutto il mondo di gioco, con cui riporre o scambiare oggetti. Nella schermata di stato è inoltre possibile visionare una mappa dell'ambiente circostante, oltre che consultare file riguardanti l'approfondimento della trama, raccolti nel corso del gioco. La mappa viene fornita per aiutare i giocatori a navigare nelle diverse aree dello scenario, inoltre, il giocatore può raccogliere mappe singole di determinate sezioni per rivelare aree inesplorate.
Sebbene il giocatore possa usare le armi da fuoco per uccidere i mostri, Resident Evil fa dell'evitare i combattimenti un punto essenziale, spronando il giocatore a seguire questa logica fornendo per esempio munizioni limitate. Gli zombi che vengono sconfitti ma non decapitati o bruciati, mutano, non immediatamente ma in un lasso di tempo variabile, in forme più feroci e letali.
Il giocatore può controllare Chris Redfield o Jill Valentine, ognuno con vantaggi e svantaggi. Ad esempio, Chris può sopportare più danni di Jill, ma Jill può trasportare più oggetti e sbloccare determinate porte utilizzando un grimaldello. Entrambi i personaggi possono equipaggiare armi secondarie difensive che possono salvarli, divincolandosi velocemente, quando vengono agguantati da un nemico. Queste armi difensive includono un pugnale che entrambi i personaggi possono usare. Vi sono poi quelle utilizzabili unicamente o solo da Chris o solo da Jill: Chris può avvalersi di una granata stordente che posizionata in bocca a uno zombi può essere fatta esplodere con un colpo d'arma da fuoco, decapitandolo, mentre Jill può avvalersi di un taser, che può utilizzare per folgorare l'aggressore. Le armi difensive sono in quantità limitata: i pugnali vanno raccolti, così come le granate per Chris; Jill ha invece bisogno di recuperare delle batterie per utilizzare il taser.
In alcuni luoghi specifici, detti "safe rooms" (stanze sicure), il giocatore può salvare la partita grazie all'uso di una macchina per scrivere; tuttavia per salvare è necessario anche disporre di nastri di inchiostro, la cui quantità a disposizione viene numericamente consumata ogni volta che si salva, e i quali vanno recuperati e riposti nell'inventario durante il corso dell'avventura.

## Personaggi
Jill Valentine
Membro della Squadra Alfa, Jill è un agente decorato dell'unità S.T.A.R.S. che ha dimostrato le proprie qualità in azione, esibendo risolutezza, intelligenza e riflessi pronti.
Chris Redfield
Membro della Squadra Alfa, Chris è un agente veterano dell'unità S.T.A.R.S. dotato di grande forza fisica senza peccare di intelletto, riuscendo negli anni a sopravvivere in situazioni critiche e di grande pericolo.

## Sviluppo

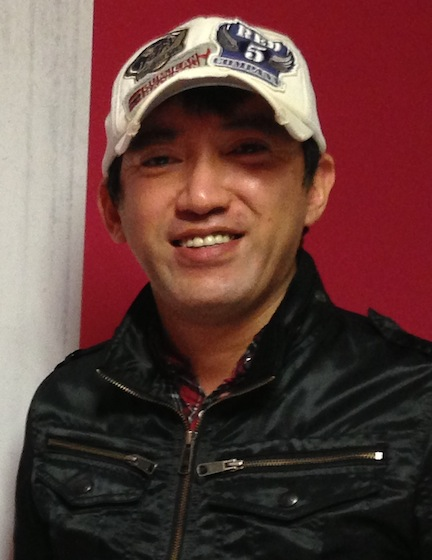
Shinji Mikami, game director di Resident Evil

Resident Evil è stato sviluppato dal noto team "Capcom Production Studio 4" e diretto da Shinji Mikami, che ha progettato e diretto l'originale Resident Evil pubblicato su PlayStation nel 1996. Il gioco faceva parte di un accordo di esclusività siglato da Capcom e Nintendo per convertire vecchi, e sviluppare nuovi, giochi di Resident Evil su GameCube. A differenza di Resident Evil 2, Resident Evil 3: Nemesis e Resident Evil Code: Veronica, che sono stati semplicemente convertiti per GameCube, Mikami decise di produrre un vero e proprio remake del gioco originale perché riteneva che il suo comparto grafico non fosse invecchiato bene, rendendo difficile ai giocatori più contemporanei di apprezzarlo. Il programmatore Yasuhiro Anpo citò anche la scarsa localizzazione linguistica del gioco originale come un'altra valida ragione per il remake. Mikami pensava che il GameCube gli avrebbe permesso di avvicinare il gioco alla visione originale che egli aveva per la serie. Come disse il direttore del marketing di Capcom, Todd Thorson, l'obiettivo principale era «ottenere una presentazione di qualità cinematografica e creare ancora più suspense e paura rispetto all'originale».
Lo sviluppo iniziò nei primi mesi del 2001 con un team di soli quattro programmatori. Poiché Resident Evil è stato uno dei primi giochi Capcom sviluppati per GameCube, il team di sviluppo dovette studiare attentamente le specifiche tecniche del sistema, e le sue performance, durante le prime fasi dello sviluppo. Inizialmente, il team prese in considerazione la creazione di ambienti e scenari in reale computer grafica 3D, ma fu loro presto chiaro che questo approccio avrebbe richiesto troppo sforzo d'elaborazione per l'hardware della console, allo scopo di ottenere una grafica del tutto realistica. Di conseguenza, la presentazione grafica del remake avrebbe utilizzato modelli 3D su sfondi pre-renderizzati come i precedenti giochi Resident Evil fino a prima di Code Veronica. Nonostante ciò, il posizionamento della visuale di gioco poteva essere utilizzato in modo più dinamico, tracciando il giocatore da diverse angolazioni. Gli sfondi e gli scenari avrebbero fatto anche uso di effetti particellari e livelli animati con full motion video per simulare effetti come l'acqua che scorre veloce o l'ondeggiare dei rami degli alberi. Evocare paura nei giocatori restava una priorità e molti degli sfondi del gioco erano progettati per avere un alto contrasto tra buio e luce in modo che i nemici potessero apparire inaspettatamente, senza essere chiaramente visibili.

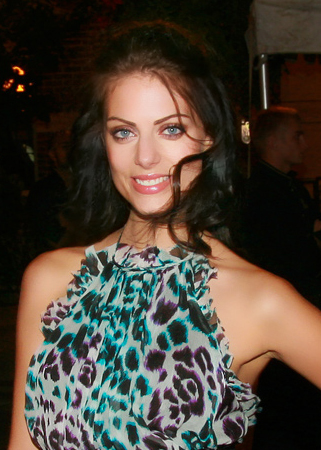
La modella e attrice canadese Julia Voth è stata la base per il viso e il fisico di Jill Valentine

Inizialmente, gli sviluppatori avevano pianificato di aggiornare solo la grafica e modificare la modalità di gioco. Tuttavia, con l'avvicinarsi del completamento dello sviluppo, il team di Capcom iniziò ad apportare modifiche più sostanziali.
Ad esempio, l'inventario venne ampliato in modo che i giocatori potessero trasportare oggetti speciali come il grimaldello di Jill, mentre le armi secondarie di difesa – che inizialmente avrebbero dovuto essere incluse nell'inventario principale – sono state poi introdotte in un blocco a parte, per rendere inoltre il gioco più semplice. Inizialmente gli sviluppatori avevano pensato alla possibilità di rendere invisibili tutti i nemici, ma l'idea venne scartata perché avrebbe reso il remake troppo diverso dal gioco originale. Tuttavia, progettarono gli zombi in modo che potessero tornare in vita, in un certo modo, dopo essere stati uccisi. Gli sviluppatori aggiunsero nuove aree da esplorare per il giocatore, cambiarono la maggior parte dei del funzionamento degli enigmi e apportarono modifiche al sistema di controllo. Un'altra aggiunta fu la sottotrama riguardante il personaggio "Lisa Trevor", originariamente tagliata dal gioco originale. Invece di usare aggettivi per descrivere i livelli di difficoltà, Mikami decise di impostare la selezione ponendo delle domande al giocatore riguardo all'esperienza di gioco a cui avrebbe voluto andare incontro.
Capcom fece una selezione di attori, da poter essere usati come punto di riferimento dai progettisti dei personaggi del gioco. I volti dei protagonisti erano perciò basati su persone reali e il motion capture venne utilizzato per animare i loro modelli. Circa il 60% dei movimenti dei personaggi vennero animati in base ai dati acquisiti tramite motion capture, mentre il resto venne creato da zero. Inizialmente gli sviluppatori riscontrarono problemi a sviluppare un sistema d'animazione grafica al computer. Tuttavia, Nintendo fornì assistenza a Capcom e i problemi vennero eventualmente risolti. Capcom assunse anche nuovi doppiatori e riscrisse la sceneggiatura del gioco per rendere la trama più convincente.
Il gioco venne sviluppato nel corso di un anno e due mesi. L'ultima parte dello sviluppo si rivelò molto intensa: i programmatori dovettero lavorare per due mesi consecutivi senza giorni liberi per rispettare la scadenza imposta dalla data di pubblicazione. Resident Evil infine uscì nel marzo 2002 in Giappone, aprile 2002 in America del Nord e settembre 2002 in Europa.

## Accoglienza
| Testata                      | Giudizio |
| ---------------------------- | -------- |
| GameRankings (media al 2019) | 89,75%   |
| Metacritic (media al 2019)   | 91/100   |
| AllGame                      | 4,5/5    |
| Edge                         | 8/10     |
| Famitsū                      | 39/40    |
| Game Revolution              | A-       |
| GamePro                      | 4,5/5    |
| GameSpot                     | 8,9/10   |
| GameSpy                      | 4,5/5    |
| IGN                          | 9/10     |
| NGC Magazine                 | 89/100   |
| Spaziogames.it               | 9/10     |

Al momento della sua pubblicazione su GameCube, Resident Evil ricevette il plauso della critica.
IGN definì il gioco come «un trionfo in quanto esperienza a sé stante e un risultato importante in quanto remake», definendolo «il gioco più bello, più suggestivo e più spaventoso mai giocato». Allo stesso modo, GameSpot descrisse il remake come «un gioco straordinario che si pone chiaramente come il migliore nella serie», mentre la rivista Edge osservò che la modalità di gioco e l'utilizzo di una tecnica allo stato dell'arte migliorarono la tensione e l'ansia che il gioco originale aveva saputo offrire.
Il gioco è stato ampiamente elogiato per la sua grafica. GameSpot ne riconobbe la massima attenzione ai dettagli, al realistico splatter, alla nebbia volumetrica e all'integrazione di luci e ombre in tempo reale con sfondi pre-renderizzati, commentando che Capcom aveva «finalmente perfezionato l'arte di mescolare scenari statici con animazioni ambientali e oggetti poligonali, e il risultato è il videogioco visivamente più impressionante mai pubblicato». IGN mise in evidenza la complessa geometria dei modelli dei personaggi, affermando che «i primi piani su Chris o Jill sembrano quasi fotorealistici». NGC Magazine osservò che, a differenza dell'originale Resident Evil, il contrasto tra modelli dei personaggi e sfondi statici offriva una resa visiva diretta, ben integrata, senza interruzione di continuità.
L'atmosfera cinematografica e la suspense del gioco ricevettero elogi, con Game Revolution che arrivò al punto di affermare di come, al confronto col remake, il Resident Evil originale poteva essere considerato al pari di Pong. Resident Evil è stato anche elogiato per il suo comparto sonoro. AllGame affermò che il gioco «era in grado di un costante senso di terrore senza fare troppo affidamento su evidenti impennate di volume», mentre GameSpot evidenziò la qualità e la varietà degli effetti sonori, ammettendo: «Sembrano esserci dozzine di effetti sonori esclusivamente per il solo rumore dei passi». Tuttavia, alcune pubblicazioni non apprezzarono la recitazione vocale.
Sebbene i controlli del gioco e la gestione dell'inventario siano stati criticati, le modifiche a molti aspetti della modalità di gioco sono state considerate positivamente. GamePro scrisse: «È proprio come giocare a Resident Evil per la prima volta». GameSpot ammise che le armi secondarie difensive aggiungevano un nuovo livello di strategia al gioco. Tuttavia, i controlli vennero criticati per la loro mancanza di precisione analogica, una funzionalità disponibile sin della versione Nintendo 64 di Resident Evil 2. GameSpy notò che i controlli, definiti «legnosi», per cui il personaggio doveva necessariamente prima ruotare su sé stesso per cambiare direzione come nel gioco originale, avrebbero potuto causare inutili difficoltà quando il giocatore avrebbe cercato di eludere gli avversari. Simili furono le critiche di IGN, che tuttavia considerò gli schemi di controllo alternativi (Tipo-B e Tipo-C) come una aggiunta gradita.
Spaziogames.it definì Resident Evil come «un gioco praticamente nuovo»; aggiungendo: «Capcom è riuscita a creare un engine grafico spaventoso, ai limiti del fotorealismo, e lo ha saputo sapientemente mixare con la trama, i colpi di scena e i personaggi dell'episodio originale creando un autentico gioiello, un capolavoro assoluto».

### Premi
Resident Evil venne nominato ai premi del 2002 secondo GameSpot per "Best Story on GameCube" (Miglior trama su GameCube), "Best Graphics on GameCube" (Miglior grafica su GameCube) e "Best Action Adventure Game on GameCube" (Miglior gioco d'avventura dinamica su GameCube).

### Vendite
Durante tutto il 2002 più di 300 000 copie del gioco erano state vendute in Giappone, mentre, a novembre 2003, 445 000 copie erano state vendute negli Stati Uniti d'America. Nel tempo Resident Evil è entrato tra i "Capcom Platinum Titles" con 1,35 milioni di copie vendute in tutto il mondo.

## Eredità
Resident Evil è spesso considerato uno dei migliori e visivamente più impressionanti capitoli della serie. Secondo IGN, la grafica del gioco «sarebbe divenuta un nuovo benchmark che avrebbe influito sui futuri capitoli della serie». Digital Spy descrisse il gioco come «la versione definitiva di un vero classico», ancora «visivamente fantastico» dopo quasi 13 anni dalla sua prima pubblicazione. Sebbene il gioco ricevette ottimi consensi dalla critica, vendette meno del previsto. Di conseguenza, Mikami e Capcom decisero che i giochi successivi della serie Resident Evil si sarebbero allontanati dal genere survival horror e avrebbero incorporato più elementi basati sull'azione, a partire da Resident Evil 4 nel 2005. Prima che ciò accadesse, Capcom sviluppò Resident Evil Zero, un prequel che utilizza lo stesso motore grafico e pubblicato alla fine del 2002.

### Versione per Wii
Nel dicembre 2008, Resident Evil è stato convertito per il successore di GameCube, il Wii, insieme a Resident Evil Zero. La conversione, nota come "Resident Evil Archives: Resident Evil", presenta un sistema di controllo che supporta sia il Wii Remote che il gamepad GameCube. Sebbene Capcom inizialmente non avesse in programma di pubblicare la versione Wii al di fuori del Giappone, sostenendo che non avrebbe venduto molto bene, il gioco è stato infine pubblicato in America del Nord ed Europa nel giugno 2009 in seguito al successo commerciale di Resident Evil 5. La versione Wii ha ricevuto recensioni generalmente favorevoli dalla critica, ma alcune pubblicazioni lo hanno criticato per i suoi controlli obsoleti, la mancanza di nuove funzionalità e la mancanza di supporto al widescreen.

### Versione HD
| Testata                    | Versione | Giudizio |
| -------------------------- | -------- | -------- |
| Metacritic (media al 2019) | PC       | 82/100   |
| Metacritic (media al 2019) | PS4      | 83/100   |
| Metacritic (media al 2019) | XONE     | 82/100   |
| Eurogamer.it               | PS4      | 9/10     |
| Everyeye.it                | PS4      | 8.8/10   |
| IGN Italia                 | PS4      | 7.8/10   |
| Multiplayer.it             | PS4      | 8.5/10   |
| Spaziogames.it             | PS4      | 7.5/10   |

Una versione rimasterizzata in alta definizione (HD), Resident Evil HD Remaster, è stata pubblicata per Microsoft Windows, PlayStation 3, PlayStation 4, Xbox 360 e Xbox One nel gennaio 2015. La versione HD supporta l'audio surround 5.1, la risoluzione a 1080p e il formato widescreen 16:9. Sebbene gli sfondi pre-renderizzati originali abbiano un formato 4:3, gli sviluppatori hanno deciso di non convertirli in 16:9 poiché questo avrebbe consentito ai giocatori di ottenere una visuale più ampia del previsto, riducendo il senso di immersione e pericolo. Di conseguenza, gli sviluppatori hanno aggiunto uno scorrimento verticale agli sfondi, che si spostano al movimento del personaggio, per adattarsi alle proporzioni widescreen della rimasterizzazione. È stato anche incluso un nuovo schema di controllo, che consente ai giocatori di spostare il proprio personaggio semplicemente nella direzione in cui la levetta analogica viene spinta, non dovendo ruotare su sé stesso prima di poter cambiare direzione.
L'accoglienza verso la rimasterizzazione è stata per lo più positiva. Nella sua recensione della rimasterizzazione, Eurogamer.it, ha affermato: «Un gioco molto vicino alla perfezione nel proprio genere d'appartenenza e che può ancora insegnare qualcosa a chi ha provato a imitarlo negli ultimi anni». Everyeye.it ha ritenuto il lavoro di rimasterizzazione, esser svolto con «una certa fretta e poco amore» sebbene sia comunque «lontano dalla mediocrità». Multiplayer.it ha definito questa versione come «la migliore che ci si potesse aspettare considerando il materiale di partenza», elogiando la rigiocabilità e l'atmosfera ancora intatte nel tempo, sebbene ha criticato la ripetitività dovuta allo spostamento continuo nella villa.
Più severi sono stati i giudizi di Spaziogames.it ed IGN Italia. Spaziogames.it ha criticato il mancato lavoro di rimasterizzazione per la maggior parte degli sfondi statici nel gioco e alcuni dei modelli nel gioco, rispetto invece al migliore lavoro svolto ai modelli di Chris e Jill; IGN Italia ha criticato l'assenza di sostanziali novità nella modalità di gioco, sebbene abbia apprezzato il doppio sistema di controllo selezionabile.
Una raccolta, "Resident Evil: Origins Collection", che include sia "Resident Evil HD Remaster" che "Resident Evil Zero HD Remaster", è stata pubblicata il 22 gennaio 2016. Il gioco è stato pubblicato successivamente per Nintendo Switch il 21 maggio 2019 insieme a Resident Evil 4 e Resident Evil Zero.

#### Vendite
Il gioco in versione rimasterizzata ha avuto un grande successo commerciale, infrangendo diversi record. È stato il titolo più venduto al day one sulla piattaforma PlayStation Network, e il gioco Capcom più velocemente venduto in digitale, sia in Nord America che in Europa. Capcom ha annunciato che la rimasterizzazione aveva superato un milione di copie vendute in aprile 2015.
Nel tempo la versione HD ha venduto 2,4 milioni di copie contando solo la versione PlayStation 3 in formato fisico e in download digitale su tutte le piattaforme.